# آلبرت بلایت
آلبرت بلایت (۲۵ ژوئن ۱۹۲۳–۱۷ دسامبر ۱۹۶۷) یک سرباز آمریکایی بود که به‌عنوان سرباز درجه اول در ای کامپنی، هنگ پیاده‌نظام پانصد و ششم و لشکر ۱۰۱ هوابرد در جنگ جهانی دوم خدمت کرد. او دوباره در هوابرد در جنگ کره خدمت کرد و دو بار به او احترام گذاشته شد. او به مقام سرگروهبان در ارتش دست یافت.
بلایت در سریال جوخه برادران ساخت شبکه اچ‌بی‌او حضور داشت. در پایان قسمت سوم "کارانتان"، گفته شده که بلایت هیچوقت از زخم‌های خود در نورماندی هرگز بهبود نیافت" و در سال ۱۹۴۸ درگذشت. این یک ادعای اشتباه بوده است و هیچ‌کدام از اعضای ای کامپنی از او خبری نداشتند و تصور می‌کردند که او در سال ۱۹۴۸ از خونریزی درگذشته است.